# 遠谷比芽子
遠谷 比芽子（とおや ひめこ、1991年2月11日 - ）は、日本の女優（元子役）、声優。本名および旧芸名、志村 比芽子（しむら ひめこ）。東京都出身。ABP inc.所属。子役時代は東京児童劇団（スペースクラフト・エンタテインメント・Nansho Kidsメンバー）に所属し、本名の志村 比芽子名義で活動していた。2009年にABP inc.に移籍し改名。血液型はO型。身長156cm。

## 出演
太字はメインキャラクター。

### テレビアニメ
- 砂沙美☆魔法少女クラブシーズン1・2（2006年）- 篠原美紗緒
  - シーズン1・2 オープニングテーマ「Sweet MAGIC」Magical Sweets
  - シーズン1 エンディングテーマ「キラキラデイズ」Magical Sweets
  - シーズン2 エンディングテーマ「夕焼けのソリチュード」（篠原美紗緒）/志村比芽子

### 舞台
- ガールズミュージカルチーム・ 東京メッツ（2003年～2004年）

### 映画
- 不良少年の夢（2004年）
- 愛の星（2005年）
- まばたき（2005年）
- 心（2006年）
- いつかの君へ（2007年）
- パラダイス・キス（2011年）

### テレビ
- いつみても波瀾万丈（2003年～2007年） - 再現VTR 小山明子 役・山田邦子 役・加藤登紀子 役・西村知美 役・

　　神田うの 役・藤田朋子 役・水前寺清子 役・佐伯チズ 役・アグネスチャン 役・（中川家篇・加藤茶篇・温水洋一篇）
- ジュニアでGO!（2005年、CSエンタ!371）
- 天国からの手紙〜亡き家族からのメッセージ〜 （2006年） - 再現VTR
- 24時間テレビ29（2006年） - 「絆のチカラ」中川翔子 役 再現VTR
- 俺たちは天使だ! NO ANGEL NO LUCK 第6話（2009年8月5日、テレビ東京） - ミミ 役
- サムライ・ハイスクール（2009年、日本テレビ） - 岩屋亜希 役
- 江〜姫たちの戦国〜（2011年、NHK大河ドラマ） - 初の侍女 役
- 金曜プレステージ「監察医　七浦小夜子」（2011年、CX系） - 阿部紀子 役
- 「天才！志村どうぶつ園SP」ヤンチャビ篇（2011年、NTV） - 逸見愛 役
- ザ・今夜はヒストリー～真田一族の決断～（2012年、TBS） - 竹林院 役
- 「のぞき穴」3話・9話８（2012年、BeeTV）
- 3夜連続スペシャルドラマ「ピン女のメリークリスマス」（2013年、NTV系）
- 八重の桜（2013年、NHK大河ドラマ）
- ファーストクラス（2014年、CX土曜ドラマ）編集部員役
- 木曜時代劇 吉原裏同心 第6話（2014年7月31日、NHK） - 春日 役
- それでも僕は君が好き 3話 (2015年9月30日、フジ)

### CM
- 任天堂 ドンキーコンガ（2003年）
- エバラ 牛丼の素（2004年）
- P&G ジョイ（2004年～2006年）
- 江崎グリコ 堅焼プリッツ『堅焼物理学篇』（2007年）
- アサヒフードアンドヘルスケア「一本満足バー」（2012年）
- モバゲーグランドコレクション『ウソップ（そげキング）篇』矢野永遠子役（2012年）
- ホンダ「Honda meets music」（2013年）
- 日本マクドナルド・てりたま「春だけの出会い」篇（2014年）

### CD
- 砂沙美☆魔法少女クラブ 〜スクールデイズ〜 サウンド&ドラマ
- 砂沙美☆魔法少女クラブ 〜ウィッチランド〜 サウンド&ドラマ

### DVD
- 砂沙美☆魔法少女クラブ シーズン1 1 - 5
- 砂沙美☆魔法少女クラブ シーズン2 1 - 5

### 雑誌
- 「声優グランプリ」（2006年）
- 「アニメージュ」（2006年）
- 「アニメイト」（2006年）
- 「デジキャパ！」（2010年、学研）
- 「マイクロフォーサーズ大図鑑」（2010年6月、学研）
- 「CAPA」（2010年11月号、学研）
- 「デジキャパ！」（2011年、学研）
- 「デジキャパ！」（2012年、学研）
- 「フォトテクニックデジタル」（2012年4月号）

### その他
- PV KAYOKO「水たまり」（2003年）
- ベネッセ「BE-GO」「ポケットチャレンジ」 他（2002年～）
- ベネッセ「チャレンジ組」「親ゼミ」表紙 他（2004年～）
- Nansho Kids 野外ライヴ（2004年）
- 東京国際アニメフェアイベント「砂沙美☆魔法少女クラブ」（2006年）
- DVD発売記念イベント「砂沙美☆魔法少女クラブ」（2006年）
- Panasonic「僕らを満足させる最新スマホ」msn記事広告（2012年）